# Episodi di Duckman
Elenco degli episodi della serie televisiva animata Duckman.
La prima stagione, composta da 13 episodi, è stata trasmessa negli Stati Uniti dal 5 marzo all'11 giugno 1994, la seconda, composta da 9 episodi, è stata trasmessa dall'11 marzo all'8 maggio 1995, la terza, composta da 20 episodi, è stata trasmessa dal 6 gennaio al 6 luglio 1996 e la quarta, composta da 28 episodi, è stata trasmessa dal 4 gennaio al 6 settembre 1997. In Italia sono stati trasmessi soltanto i primi 6 episodi della prima stagione, su Italia 1, dall'11 febbraio 2002 al 17 marzo 2002. Gli altri episodi sono stati trasmessi su Italia Teen Television dal 2004.

## Stagioni

### Stagione 1 (1994)
| nº | Titolo originale                | Titolo italiano         | Prima TV USA   | Prima TV Italia  |
| -- | ------------------------------- | ----------------------- | -------------- | ---------------- |
| 1  | I, Duckman                      | Uno, nessuno, centomila | 5 marzo 1994   | 11 febbraio 2002 |
| 2  | TV or Not to Be                 |                         | 12 marzo 1994  | 17 febbraio 2002 |
| 3  | Gripes of Wrath                 | Miss pupa maggiorata    | 19 marzo 1994  | 24 febbraio 2002 |
| 4  | Psyche                          | Lo psicopapero          | 26 marzo 1994  | 3 marzo 2002     |
| 5  | Gland of Opportunity            | Vita Spericolata        | 9 aprile 1994  | 10 marzo 2002    |
| 6  | Ride the High School            | Collegio per soli geni  | 16 aprile 1994 | 17 marzo 2002    |
| 7  | A Civil War                     | Istinti repressi        | 23 aprile 1994 | 19 aprile 2004   |
| 8  | Not So Easy Riders              | Evasione fiscale        | 30 aprile 1994 | 20 aprile 2004   |
| 9  | It's the Thing of the Principal | Amore a prima vista     | 7 maggio 1994  | 21 aprile 2004   |
| 10 | Cellar Beware                   | Duckman "allarmato"     | 21 maggio 1994 | 23 aprile 2004   |
| 11 | American Dicks                  | Divo per caso           | 28 maggio 1994 | 22 aprile 2004   |
| 12 | About Face                      | Una voce                | 4 giugno 1994  | 24 aprile 2004   |
| 13 | Joking the Chicken              | L'arte di far ridere    | 11 giugno 1994 | 26 aprile 2004   |

### Stagione 2 (1995)
| nº | Titolo originale                        | Titolo italiano               | Prima TV USA   | Prima TV Italia |
| -- | --------------------------------------- | ----------------------------- | -------------- | --------------- |
| 1  | Papa Oom M.O.W. M.O.W.                  | Salvataggi a stelle e strisce | 11 marzo 1995  | 28 aprile 2004  |
| 2  | Married Alive                           | Lo sposo miliardario          | 18 marzo 1995  | 27 aprile 2004  |
| 3  | Days of Whining and Neurosis            |                               | 25 marzo 1995  |                 |
| 4  | Inherit the Judgement: The Dope's Trial |                               | 3 aprile 1995  |                 |
| 5  | America the Beautiful                   | America                       | 10 aprile 1995 | 1º maggio 2004  |
| 6  | The Germ Turns                          | Il germe del virus            | 17 aprile 1995 |                 |
| 7  | In the Nam of the Father                | Nel nome del padre            | 24 aprile 1995 |                 |
| 8  | Research and Destroy                    | Ajax: poeta trash             | 1º maggio 1995 |                 |
| 9  | Clip Job                                | Rapimento "via cavo"          | 8 maggio 1995  |                 |

### Stagione 3 (1996)
| nº | Titolo originale                                             | Titolo italiano      | Prima TV USA     | Prima TV Italia |
| -- | ------------------------------------------------------------ | -------------------- | ---------------- | --------------- |
| 1  | Noir Gang                                                    |                      | 6 gennaio 1996   |                 |
| 2  | Forbidden Fruit                                              | La tata francese     | 13 gennaio 1996  |                 |
| 3  | Grandma-ma's Flatulent Adventure                             |                      | 20 gennaio 1996  |                 |
| 4  | Color of Naught                                              |                      | 27 gennaio 1996  |                 |
| 5  | Sperms of Endearment                                         | Spruzzi di tenerezza | 10 febbraio 1996 |                 |
| 6  | A Room with a Bellevue                                       | Camera con vista     | 17 febbraio 1996 |                 |
| 7  | Apocalypse Not                                               | Apocalisse simulata  | 24 febbraio 1996 |                 |
| 8  | Clear and Presidente Danger                                  |                      | 2 marzo 1996     |                 |
| 9  | The Girls of Route Canal                                     |                      | 9 marzo 1996     |                 |
| 10 | The Mallardian Candidate                                     |                      | 16 marzo 1996    |                 |
| 11 | Pig Amok                                                     |                      | 6 aprile 1996    |                 |
| 12 | The Once and Future Duck                                     |                      | 13 aprile 1996   |                 |
| 13 | The One with Lisa Kudrow in a Small Role Planet of the Dopes |                      | 20 aprile 1996   |                 |
| 14 | Aged Heat                                                    |                      | 4 maggio 1996    |                 |
| 15 | They Craved Duckman's Brain!                                 |                      | 11 maggio 1996   |                 |
| 16 | The Road to Dendron                                          |                      | 18 maggio 1996   |                 |
| 17 | Exile in Guyville                                            |                      | 25 maggio 1996   |                 |
| 18 | The Longest Weekend                                          |                      | 22 giugno 1996   |                 |
| 19 | The Amazing Colossal Duckman                                 |                      | 29 giugno 1996   |                 |
| 20 | Cock Tales for Four                                          |                      | 6 luglio 1996    |                 |

### Stagione 4 (1997)
| nº | Titolo originale                                  | Titolo italiano | Prima TV USA     | Prima TV Italia |
| -- | ------------------------------------------------- | --------------- | ---------------- | --------------- |
| 1  | Dammit, Hollywood                                 |                 | 4 gennaio 1997   |                 |
| 2  | Coolio Runnings                                   |                 | 11 gennaio 1997  |                 |
| 3  | Aged Heat 2: Women in Heat                        |                 | 18 gennaio 1997  |                 |
| 4  | All About Elliott                                 |                 | 25 gennaio 1997  |                 |
| 5  | From Brad to Worse                                |                 | 1º febbraio 1997 |                 |
| 6  | Bonfire of the Panties                            |                 | 8 febbraio 1997  |                 |
| 7  | Role With It                                      |                 | 15 febbraio 1997 |                 |
| 8  | Ajax and Ajaxer                                   |                 | 22 febbraio 1997 |                 |
| 9  | With Friends Like These                           |                 | 1º marzo 1997    |                 |
| 10 | A Trophied Duck                                   |                 | 8 marzo 1997     |                 |
| 11 | A Star is Abhorred                                |                 | 15 marzo 1997    |                 |
| 12 | Bev Takes a Holiday                               |                 | 22 marzo 1997    |                 |
| 13 | Love! Anger! Kvetching!                           |                 | 12 aprile 1997   |                 |
| 14 | Duckman and Cornfed in 'Haunted Society Plumbers' |                 | 19 aprile 1996   |                 |
| 15 | Ebony, Baby                                       |                 | 26 aprile 1997   |                 |
| 16 | Vuuck, as in Duck                                 |                 | 3 maggio 1997    |                 |
| 17 | Crime, Punishment, War, Peace, and the Idiot      |                 | 10 maggio 1997   |                 |
| 18 | Kidney, Popsicle, and Nuts                        |                 | 24 maggio 1997   |                 |
| 19 | The Tami Show                                     |                 | 14 giugno 1997   |                 |
| 20 | My Feral Lady                                     |                 | 21 giugno 1997   |                 |
| 21 | Westward, No!                                     |                 | 28 giugno 1997   |                 |
| 22 | Short, Plush, and Deadly                          |                 | 12 luglio 1997   |                 |
| 23 | How to Suck in Business Without Really Trying     |                 | 19 luglio 1997   |                 |
| 24 | You've Come A Wrong Way, Baby                     |                 | 26 luglio 1997   |                 |
| 25 | Hamlet 2: This Time It's Personal                 |                 | 2 agosto 1997    |                 |
| 26 | Das Sub                                           |                 | 16 agosto 1997   |                 |
| 27 | Where No Duckman Has Gone Before                  |                 | 23 agosto 1997   |                 |
| 28 | Four Weddings Inconceivable                       |                 | 6 settembre 1997 |                 |